# دالي بلفورد
دالي بلفورد (بالإنجليزية: Dale Belford)‏ هو مدرب كرة قدم ولاعب كرة قدم بريطاني في مركز حراسة المرمى، ولد في 11 يوليو 1967 في Burton upon Trent ‏ في المملكة المتحدة. لعب مع أستون فيلا ونادي أثرستون تاون ونادي تاموورث ونوتس كاونتي.

## وصلات خارجية
- دالي بلفورد على موقع قاعدة بيانات كرة القدم.إي يو (الإنجليزية)
- دالي بلفورد على موقع Soccerbase.com (لاعب) (الإنجليزية)
- دالي بلفورد على موقع Soccerbase.com (مدرب) (الإنجليزية)
- دالي بلفورد على موقع Soccerway.com (الإنجليزية)